# Задейшино
Задейшино — деревня в Осьминском сельском поселении Лужского района Ленинградской области.

## История
Впервые упоминается в писцовых книгах Шелонской пятины 1498 года, как деревня Задешино на озере Чёрном в Сумерском погосте Новгородского уезда.
Деревня Задешино на озере Чёрном (Никольском) обозначена на карте Санкт-Петербургской губернии Ф. Ф. Шуберта 1834 года.

ЗАДЕЙ-ШИНЫ — деревня принадлежит её величеству, число жителей по ревизии: 59 м. п., 52 ж. п. (1838 год)

В первой половине XIX века в деревне была возведена деревянная часовня во имя Святого Николая Чудотворца.
Как деревня Задешино она отмечена на карте профессора С. С. Куторги 1852 года.

ЗАДЕЙШИНА — деревня Гдовского её величества имения, по просёлочной дороге, число дворов — 17, число душ — 57 м. п. (1856 год)

ЗАДЕЙШИНА (ЗАДЕЙШИНО) — деревня удельная при озере Чёрном, число дворов — 18, число жителей: 85 м. п., 94 ж. п. (1862 год)

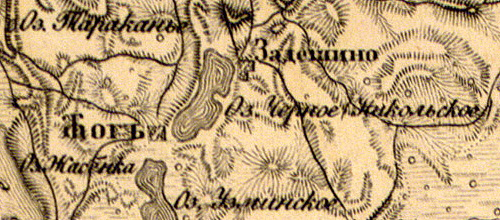
Деревня Задейшино на карте 1863 года

В XIX — начале XX века деревня административно относилась к Осьминской волости 2-го земского участка 1-го стана Гдовского уезда Санкт-Петербургской губернии.
По данным «Памятной книжки Санкт-Петербургской губернии» за 1905 год деревня называлась Задейшина и образовывала Задейшинское сельское общество.
С 1917 по 1919 год деревня Задейшино входила в состав Осьминской волости Гдовского уезда.
С 1920 года, в составе Самровской волости.
С 1922 года, в составе Задейшинского сельсовета Осьминской волости Кингисеппского уезда.

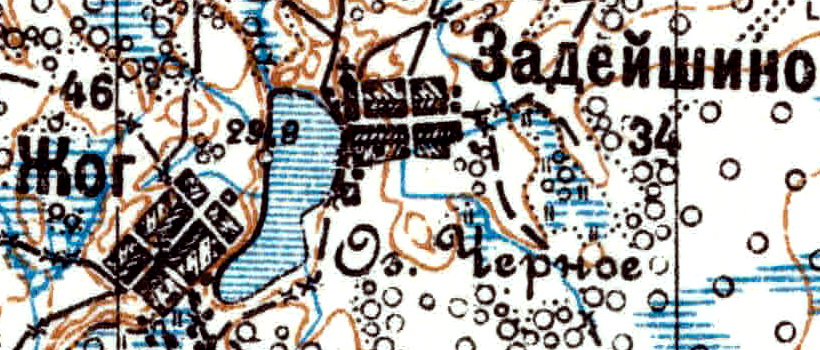
Деревня Задейшено карте 1926 года

Согласно топографической карте 1926 года деревня насчитывала 34 крестьянских двора. В центре деревни находилась часовня.
С 1927 года, в составе Осьминского района.
В 1928 году население деревни Задейшино составляло 186 человек.
По данным 1933 года деревня называлась Задейщино и являлась административным центром Задейщинского сельсовета Осьминского района, в который входили 5 населённых пунктов: деревни Жог, Задейщино, Муратово, Ново-Ивановское, Ново-Соколово, общей численностью населения 1512 человек.
По данным 1936 года в состав Задейщинского сельсовета входили 7 населённых пунктов, 107 хозяйств и 4 колхоза, административным центром сельсовета была деревня Жог.
C 1 августа 1941 года по 31 января 1944 года деревня находилась в оккупации.
С 1961 года, в составе Рельского сельсовета Сланцевского района.
С 1963 года, в составе Лужского района.
В 1965 году население деревни Задейшино составляло 55 человек.
По данным 1966, 1973 и 1990 годов деревня Задейшино входила в состав Рельского сельсовета Лужского района.
По данным 1997 года в деревне Задейшино Рельской волости проживали 9 человек, в 2002 году — 9 человек (все русские). В том же году часовня во имя Святого Николая Чудотворца сгорела.
В 2007 году в деревне Задейшино Осьминского СП проживал 1 человек.

## География
Деревня расположена в западной части района к югу от автодороги 41К-020 (Сижно — Осьмино).
Расстояние до административного центра поселения — 18 км.
Расстояние до ближайшей железнодорожной станции Молосковицы — 84 км.
Деревня находится на западном берегу Чёрного озера.

## Демография
| 1838 | 1862 | 1928 | 1965 | 1997 | 2007 | 2010 |
| ---- | ---- | ---- | ---- | ---- | ---- | ---- |
| 111  | ↗179 | ↗186 | ↘55  | ↘9   | ↘1   | →1   |
| 2017 |      |      |      |      |      |      |
| ↘0   |      |      |      |      |      |      |

## Улицы
Заозерная.